# Bombardeig a l'IEC: destrucció de materials de Pompeu Fabra
Els dies 16, 17 i 18 de març de 1938, en plena Guerra Civil, Barcelona va patir 12 bombardejos efectuats per l'aviació italiana del llavors cap d'estat italià, Benito Mussolini, Il Duce. Hi va haver gairebé 1.000 morts, més de 1.500 ferits i es van destruir desenes d'edificis de la Barcelona de l'època. A finals de 1936, els efectius navals i aeris del bàndol nacional eren notòriament inferiors als efectius del bàndol republicà. En saber d'aquesta inferioritat Franco va demanar ajuda a Alemaya i Itàlia i Benito Mussolini va acabar reconeixent el bàndol nacional com l'únic govern legítim d'Espanya i va enviar les primeres forces aèries - sense dispositiu ni bandera - que van ajudar a creuar l'estret de Gibraltar a les forces del General Franco des de l'Àfrica.
Gran part de les operacions aèries van sortir de Mallorca, de fet, al novembre del 1936 es va crear l'Aviació Legionaria Italiana a les Balears, la qual va liderar els bombardejos que va patir la capital catalana i les principals ciutats de Catalunya des del febrer del 1937 fins al 25 de gener de 1939.
Al març de 1938, en concret els dies 16, 17 i 18 de març, l'aviació italiana va sotmetre a Barcelona a 41 hores de bombardejos. Des de les 22.08 h del dia 16 de març fins a les 15.07 h del dia 18 de març, avions Savoia S81 i S79, els avions més eficaços dels que disposava l'aviació italiana realitzar fins a 13 raids, amb intervals de 3 hores, i van llençar 44 tones de bombes. L'atac va afectar l'àrea central de Barcelona, l'Eixample Esquerra, Poble Sec i l'entorn de la Plaça Catalunya.